# Acanthermia brunnea
Acanthermia brunnea är en fjärilsart som beskrevs av William Schaus 1901. Acanthermia brunnea ingår i släktet Acanthermia och familjen nattflyn. Inga underarter finns listade i Catalogue of Life.